# Nokia 5630 XpressMusic
Il Nokia 5630 XpressMusic è uno smartphone prodotto dall'azienda finlandese Nokia e messo in commercio nel 2009.

## Caratteristiche
- Dimensioni: 112 x 46 x 12 millimetri
- Massa: 83 g
- Risoluzione display: 320 x 240 pixel con 16.7 milioni di colori
- Durata batteria in conversazione: 7 ore
- Durata batteria in standby: 400 ore (16 giorni)
- Fotocamera: 3.2 megapixel
- Memoria: 128 MB espandibile con MicroSD fino a 16 GB
- Bluetooth, Wi-Fi e USB